# Taisuke Mizuno
Taisuke Mizuno (japanisch 水野 泰輔 Mizuno Taisuke; * 4. Mai 1993 in Inuyama) ist ein japanischer Fußballspieler.

## Karriere
Mizuno erlernte das Fußballspielen in der Jugendmannschaft von Nagoya Grampus. Hier unterschrieb er 2012 auch seinen ersten Profivertrag. Der Verein aus Nagoya spielte in der höchsten japanischen Liga, der J1 League. Von April 2013 bis Saisonende 2014 spielte er auf Leihbasis beim Zweitligisten FC Gifu. Nach Ende der Ausleihe wurde er von dem Verein aus Gifu am 1. Februar 2015 fest für die nächsten zwei Jahre unter Vertrag genommen. Für Gifu absolvierte er insgesamt 82 Spiele. Nach Vertragsende in Gifu wechselte er im Januar 2017 zum Drittligisten Fujieda MYFC. Für den Verein aus Fujieda stand er 115-mal in der dritten Liga auf dem Spielfeld. Im Januar 2021 unterschrieb er einen Vertrag beim ebenfalls in der dritten Liga spielenden Roasso Kumamoto. 2021 feierte er mit Kumamoto die Meisterschaft der dritten Liga und den Aufstieg in die zweite Liga. Zehnmal stand er für Kumamoto in der Liga auf dem Spielfeld. Nach dem Aufstieg verließ er den Verein und schloss sich im Januar 2022 wieder dem Drittligisten Fujieda MYFC an. Am Ende der Saison 2022 feierte er mit dem Verein die Vizemeisterschaft und den Aufstieg in die zweite Liga. Nach insgesamt 67 Ligaspielen wechselte er im Sommer 2024 auf Leihbasis zum Drittligisten FC Gifu.

## Erfolge
Roasso Kumamoto
- Japanischer Drittligameister: 2021  ▲

Fujieda MYFC
- Japanischer Drittligavizemeister: 2022  ▲